# Frederick Slocum
Frederick Slocum (6 de febrero de 1873 – 4 de diciembre de 1944) fue un astrónomo estadounidense, especializado en la determinación de paralajes estelares.

## Semblanza
Slocum nació en Fairhaven (Massachusetts), hijo de Frederick y Lydia Ann Jones Slocum. Su padre era capitán de un barco ballenero y Frederick pasó mucho tiempo de su juventud aprendiendo a manejar botes. Se matriculó en la Universidad de Brown en 1891, donde se graduó en 1895 y se doctoró en 1898. Se incorporó al personal de la universidad como docente de matemáticas, pasando a ser profesor ayudante de astronomía en 1900 a las órdenes de Winslow Upton. Slocum solicitó la excedencia durante los años 1908 y 1909 para estudiar en el Observatorio Astronómico Real de Potsdam, Alemania. En 1909 pasó a formar parte del equipo del Observatorio Yerkes como ayudante, donde permaneció hasta 1911. Asistió a Samuel A. Mitchell en la investigación de técnicas de medida del paralaje, cuyos resultados se publicaron en 1913.
En 1914 se convirtió en el primer profesor de astronomía en la Universidad Wesleyana, en la que planificó y supervisó la construcción del Observatorio Van Vleck. Nombrado director del observatorio en 1915, conservó este puesto hasta 1944. Durante la Primera Guerra Mundial, se ausentó temporalmente de su puesto mientras se dedicó a la formación de capitanes de buques mercantes como navegantes para el Consejo Naval de los Estados Unidos. También pasó algún tiempo en la Universidad de Brown como profesor a cargo del Departamento de Ciencia Naval, antes de regresar al observatorio. Se retiró de la Universidad Wesleyana por problemas de salud el 1 de noviembre de 1944.
Fue miembro de la Sociedad Astronómica Estadounidense, formando parte del Comité de Paralajes Estelares. Su trabajo finalmente dio como resultado el "Catálogo de Paralajes de Yale". Sirvió como vicepresidente de la sociedad de 1935 a 1937. En 1934 ocupó el cargo de vicepresidente de la Sección D en la Asociación Estadounidense para el Avance de la Ciencia.
Casado con Carrie E. Tripp en 1899, la pareja permaneció unida hasta la muerte de Tripp, acontecida en Middletown (Connecticut) en 1942. Le sobrevivió su hermano Edward M. Slocum.

## Reconocimientos y honores
- Nombrado Doctor Honorífico por la Universidad de Brown en 1938.
- Elegido miembro de la Real Sociedad Astronómica de Londres, Inglaterra, el 10 de noviembre de 1911.[6]
- Miembro de la Société Astronomique de Francia y de la Astronomische Gesellschaft.
- Miembro del Consejo Nacional de Investigación, 1934-1937.
- El cráter lunar Slocum lleva este nombre en su memoria.[7]